# Ханукаев, Валерий Барухович
Ханукаев Валерий Барухович (род. 17 января 1956, Москва) — куратор выставочных проектов, коллекционер, деятель искусства, президент фонда Гаянэ Хачатурян.

## Биография
Валерий Ханукаев родился 17 января 1956 г. в Москве. Детские годы и юность провел в Москве. Родители родом из города Дербент (Дагестан), куда Валерий Ханукаев переехал на несколько лет, и там же окончил общеобразовательную школу. После службы в армии в 1976 г. вернулся в Москву, где и проживает, по сей день. Валерий Ханукаев окончил Академию труда и социальных отношений, коллекционер, Президент Международного Фонда Гаянэ Хачатурян.
В 1998 году москвич Валерий Ханукаев посетил Армению и в ереванских музеях увидел картины Гаянэ Хачатурян. После этого он начал собирать коллекцию только её картин, всецело посвятив себя в дальнейшем пропаганде её искусства. В 2006 году состоялась личное знакомство коллекционера Валерий Ханукаева с художницей, которая поверила в искренность коллекционера и лично приняла участие в дальнейшем формировании коллекции. С согласия Гаянэ и под её личным руководством Валерием Ханукаевым был основан «Фонд изучения творчества и наследия художника Гаянэ Хачатурян».
Большое влияние на формирование духовного мира Ханукаева повлияло его знакомство c армянским искусствоведом Генрихом Суреновичем Игитяном, заведующим отделом экспериментальных программ ГЦСИ Виталием Владимировичем Пацюковым, художником Борисом Асафовичем Мессерером, художником-постановщиком театра и кино Теодором Чеславовичем Тэжиком. Валерия Ханукаева связывает многолетняя дружба с действительным членом Российской Академии художеств Николаем Багратовичем Никогосяном, академиком Ильягу Уриловым — советский и российский историк, академик РАН, Эдуардом Тополем — советский и российский кинорежиссёр, сценарист, продюсер, кинодраматург..
Валерий Ханукаев — коллекционер картин и куратор выставочных проектов художницы Елены Викторовны Домбровской, которая является мастером современной акварельной живописи. (https://dombrovskaya-art.ru/about/)

## Выставки
С июня по ноябрь 2009 года, 15 полотен Гаянэ Хачатурян из личной коллекции Ханукаева были представлены на престижной художественной выставке картин, на 53 Венецианской Биеннале. С апреля по май 2010 года. в Национальной картинной галереи Армении на выставке памяти художника Гаянэ Хачатурян были представлены 60 картин из коллекции Валерия Ханукаева, который совместно с РА организовал данное мероприятие.
Собрание коллекции картин Гаянэ Хачатурян было нелегким этапом в жизни Валерия Ханукаева, потратившего много усилий и времени на создание особой творческой атмосферы. Валерий Ханукаев собирает не просто коллекцию картин, а всё что связано с жизнью мастера. Гаянэ Хачатурян особо отмечала: «Валерий Барухович, Вы в моем понятии не коллекционер, вы Собиратель, собиратель моего творчества».

### Персональные выставочные проекты Гаянэ Хачатурян
- 1970 — «Гаянэ». Дом ученых института физики Армении, Ереван — Организовал и проявил личное участие художник Мартирос Сарьян.
- 1995 — «Гаянэ» Дворец правосудия Парижа, Франция
- 1995 — «Гаянэ» Понтиви, Пуатье, Мец, Франция
- 2009 — «Сотворение миров» Всемирная 53-я Венецианская Биеннале Современного искусства, фонд Гаянэ Хачатурян и Министерство культуры Армении. Палаццо Зинобио, Венеция. Италия — куратор Эдвард, Баласанян, США
- 2010 — «Выставка памяти Гаянэ» Национальная Галерея Армении. Международный фонд Гаянэ Хачатурян и Министерство культуры Армении. Ереван, Армения — кураторы- Шаэн Хачатрян, Армения, Виталий Пацюков и Валерий Ханукаев, Россия
- 2011 — «Летящая шарманщица», Пермская государственная картинная галерея. Международный фонд Гаянэ Хачатурян и Министерство культуры Пермского края. Пермь, Россия — кураторы Виталий Пацюков и Валерий Ханукаев
- 2012 — «Зеркальная цветочница», холст/масло. Юбилейная выставка. Ростовский областной музей изобразительных искусств. Международный фонд Гаянэ Хачатурян и Министерство культуры Ростовской области, Ростов-на- Дону. Россия, куратор Валерий Ханукаев
- 2012 — «Зеркальная цветочница», графические работы. Юбилейная выставка. Ростовский областной музей краеведения, Музей русско-армянской дружбы. РРОО «Нахичеванская -на-Дону армянская община», Министерство культуры Ростовской области, Международный фонд Гаянэ Хачатурян — куратор Валерий Ханукаев
- 2012 — «Зеркальная цветочница», Юбилейная выставка, Stadtmuseum Sankt Pölten, Австрия. Международный фонд Гаянэ Хачатурян и Europaballett Sankt Pölten, правительство Нижней Австрии — куратор Валерий Ханукаев, Россия
- 2012 — «Агулис», Шестой фестиваль частных коллекций России. Государственный центр современного искусства (ГЦСИ), Москва, Кураторы Виталий Пацюков и Валерий Ханукаев, Россия
- 2012 — «Зеркальная цветочница», Юбилейная выставка, Московский музей современного искусства (ММСИ) Москва. Международный фонд Гаянэ Хачатурян. Кураторы Виталий Пацюков и Валерий Ханукаев, Россия

### Участие в групповых выставочных проектах
- 1971 — Союз художников Армении, Ереван
- 1977 — Союз художников Армении, Ереван
- 1978 — Музей — «Галуста Гюльбенкяна», «Художники Армении» — Благотворительный фонд «Галуст Гюльбенкян», Лиссабон, Португалия
- 1979 — Благотворительный фонд «Галуст Гюльбенкян», Марсель, Лион, Франция
- 1979 — Благотворительный фонд «Галуст Гюльбенкян», Бейрут, Ливан
- 1987 — « Дни культуры Армении в Италии», Венеция, Италия
- 1993 — Государственная картинная гелерея Грузии, Тбилиси
- 1996 — « Художники Грузии и Армении», Тбилиси, Грузия
- 2009 — А. Тарковский, Г. Хачатурян, С.Параджанов, Государственный центр современного искусства (ГЦСИ), Москва